# Величко Віктор Валеріанович
Вели́чко Ві́ктор Валеріа́нович (1864, Варшава, Російська імперія — 1923, Харків, УРСР) — український архітектор.

## Життєпис
Народився у Варшаві, там же пройшли дитячі та юнацькі роки. Закінчив у Варшаві реальне училище.
Навчався в Петербурзькій академії мистецтв з 1883 по 1887 рік, одночасно з відомим харківським архітектором Бекетовим О. М. По закінченні курсу навчання у 1888 р. був удостоєний малої золотої медалі за виконану ним конкурсну програму «Проект вокзалу поблизу міста при приморських купальнях на Чорному морі».
Від 1891 р. працював у Харкові. Від 1894 р. — повітовий архітектор, у 1895 - 1917 рр. — архітектор Управління Харківського навчального округу Міністерства народної освіти і Харківського університету.
Величко був членом ряду комісій міського громадського Управління, яким керував професор Д. І. Багалій. Протягом лише 1914—1917 рр. був членом музейної, квартирної і каналізаційної комісій, членом опікунської Ради міського художнього музею. У 1909–1916 рр. очолював архітектурно-будівельний відділ Харківського відділення Російського Технічного товариства.
Після більшовицького перевороту 1917 р. і до кінця життя працював співробітником Виробничо-технічного відділу ВРНГ УРСР. Помер у віці 59 років від висипного тифу.

## Творчість
У Харкові збудував багато громадських і житлових споруд, які нині є пам'ятками архітектури:

#### Будівлі, створені дляХарківського університету[4]
- Архів Харківського історико-філологічного товариства — 1904–1906 рр., на вул. Університетській, 21.
- Університетська бібліотека — 1903 р., на вул. Університетській, 23.
- Будівля юридичного факультету університету — 1907–1909 рр., на вул. Університетській, 27.
- Управління Харківського навчального округу — 1910-і роки, по пров. Університетському, 1.
- Корпус біологічного факультету Харківського університету — 1899–1901 рр., на вул. Лазаретній (вул. Трінклера), 8. Зараз тут розташований музей Природи.
- Хімічний корпус університету в районі Держпрома — 1911–1914 рр. (не зберігся)
- Інженерний корпус Технологічного інституту — 1904–1907 рр., по вул. Кирпичова, 21.

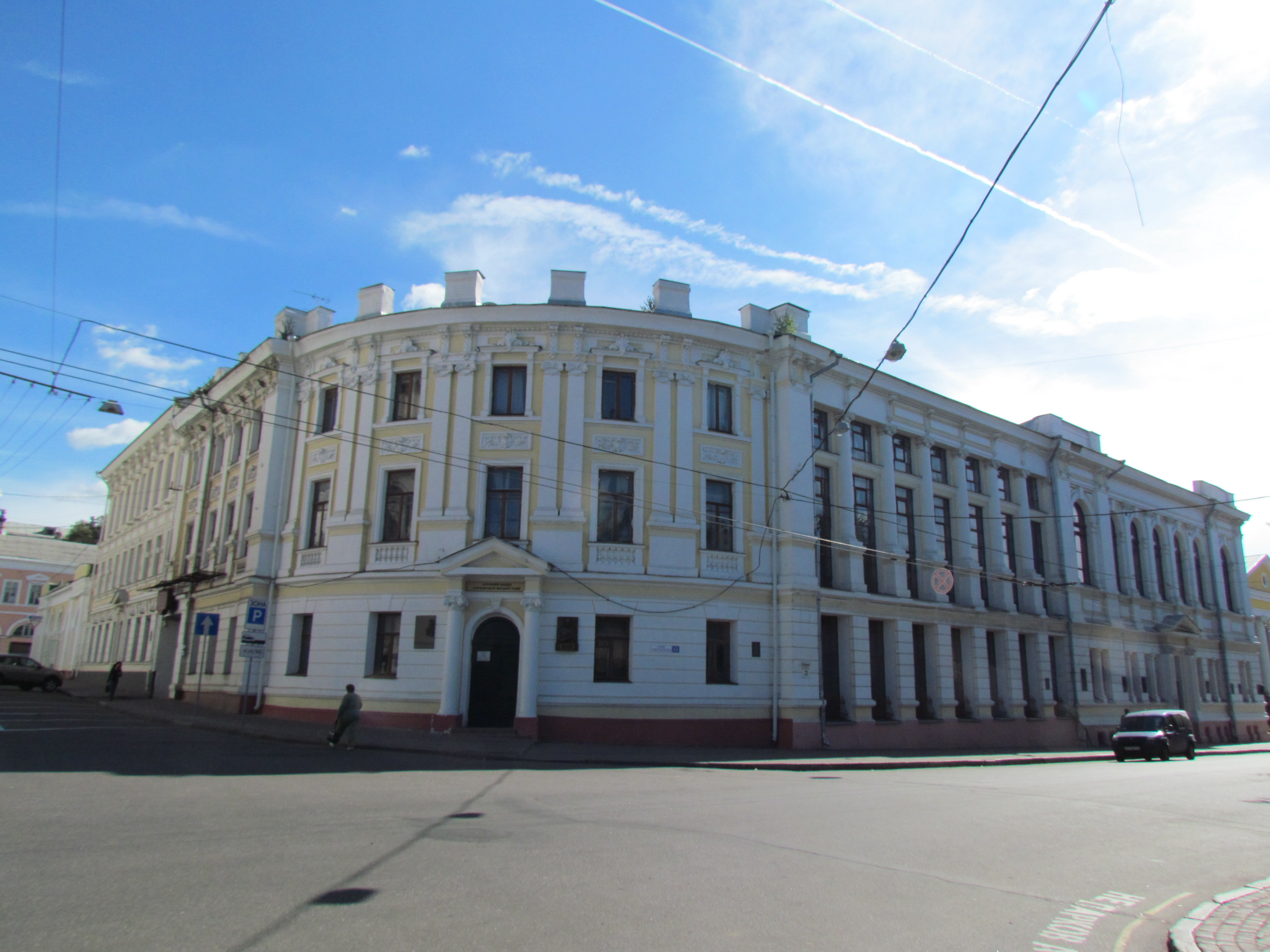
вул. Університетська, 13
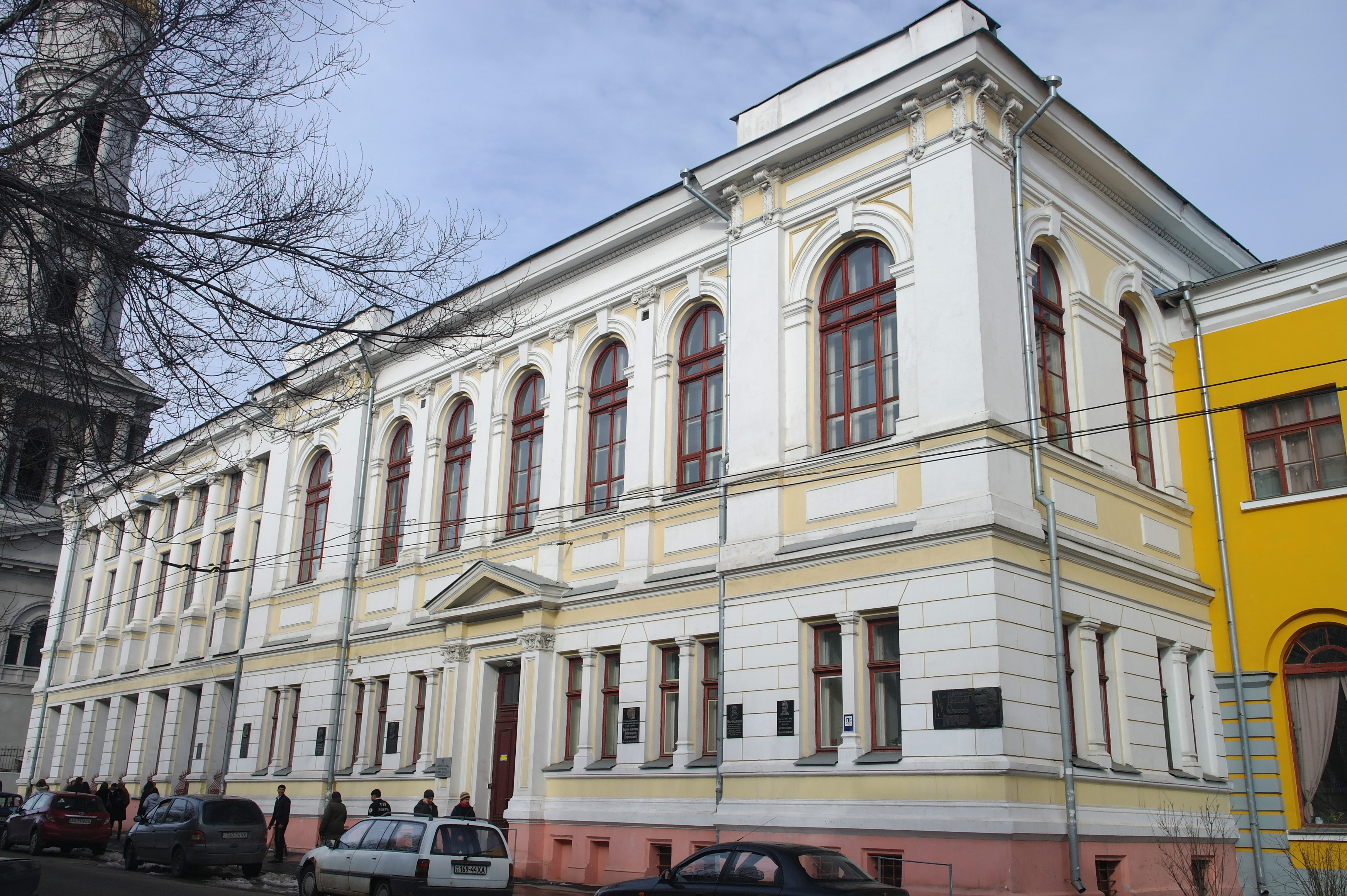
вул. Університетська, 23
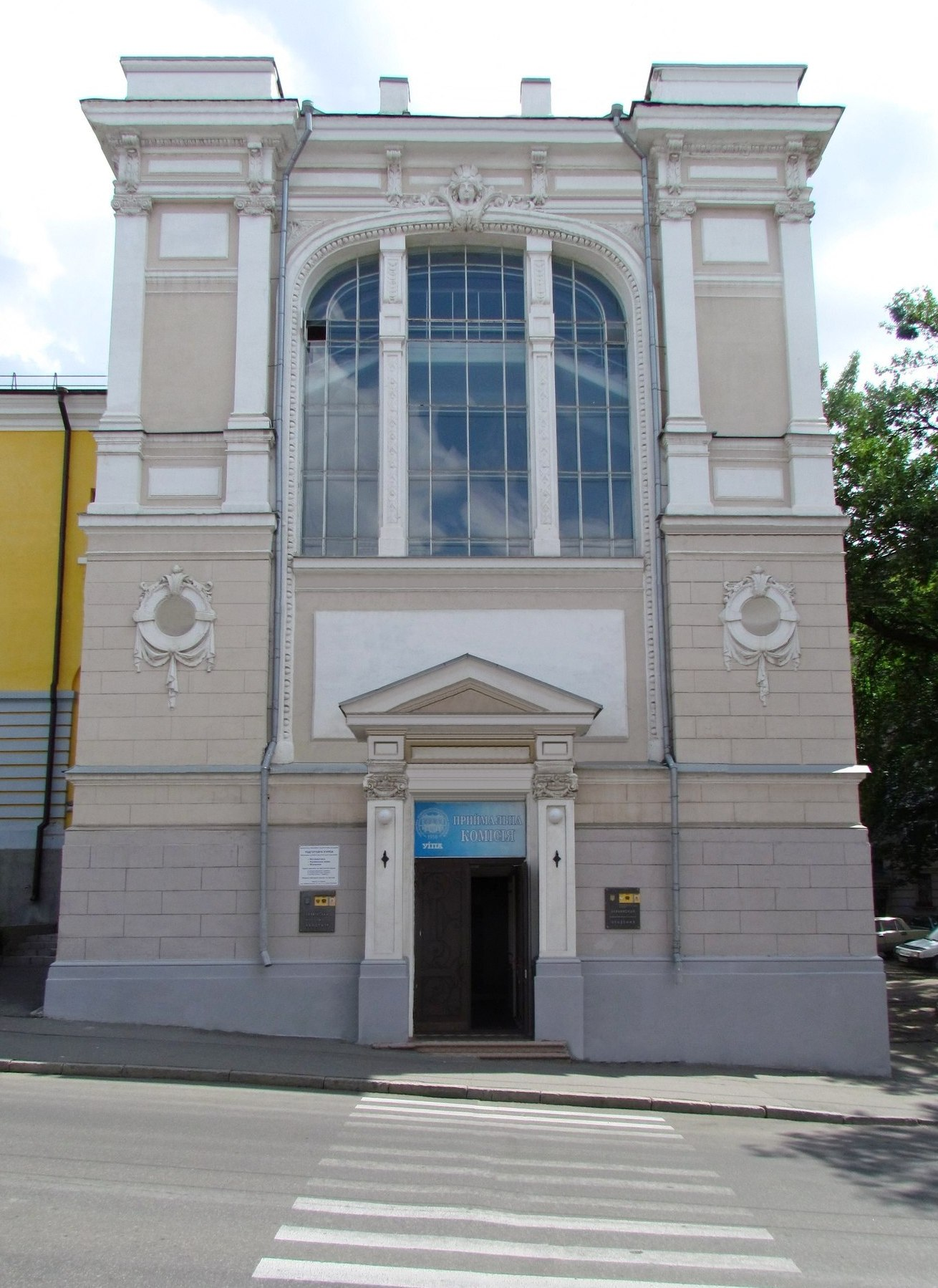
вул. Університетська, 27
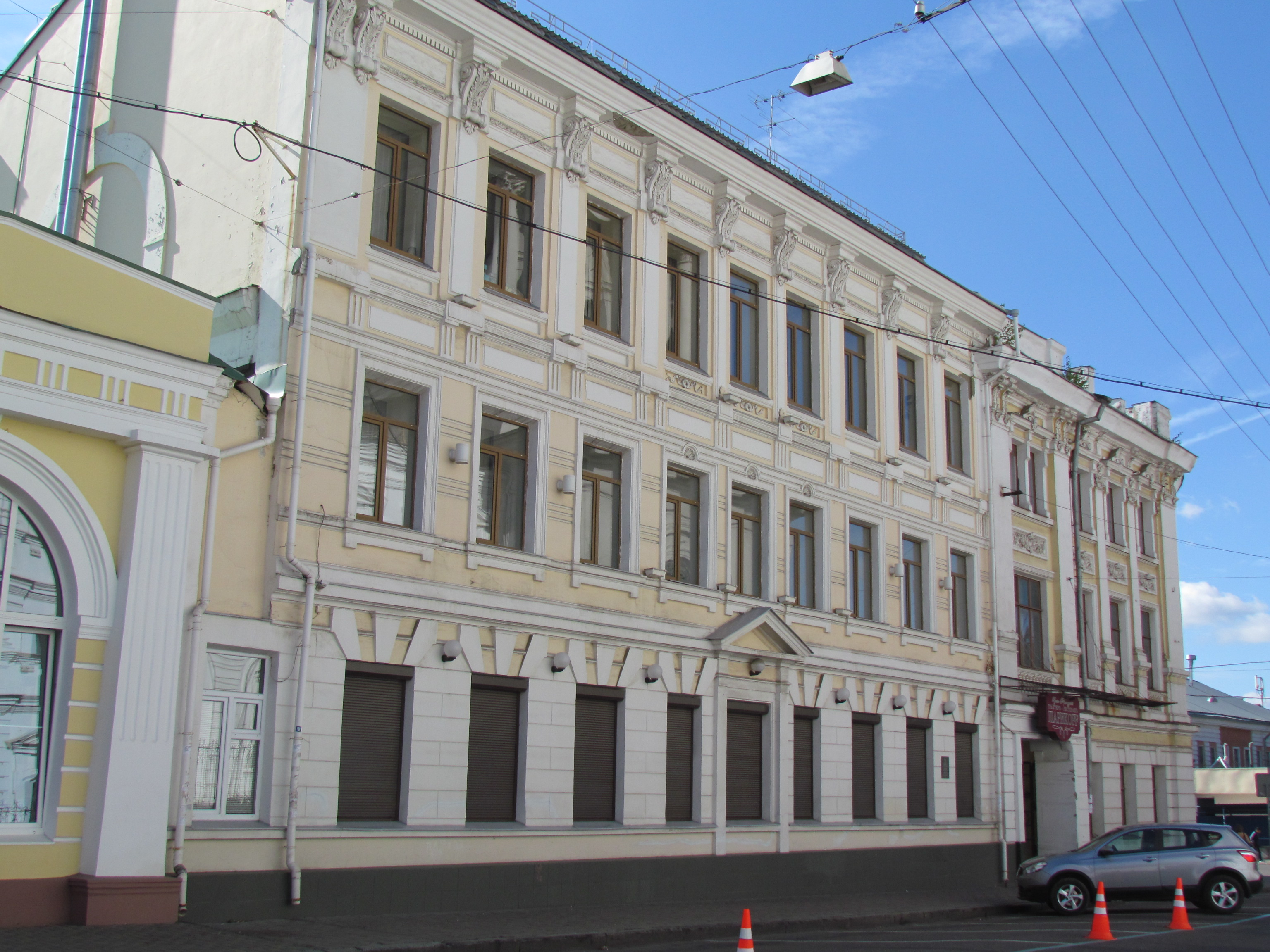
пр. Університетський, 1
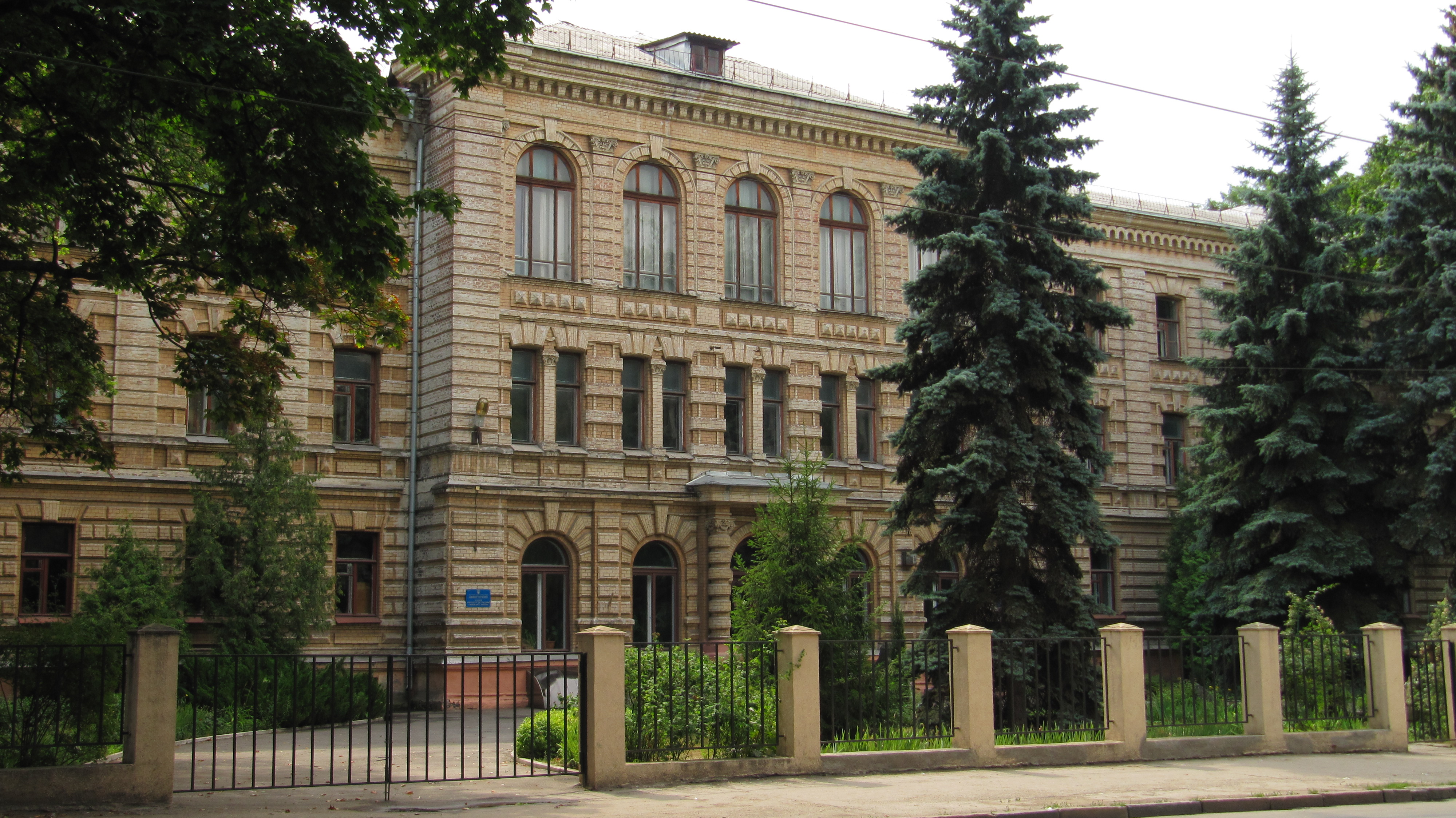
вул. Тринклера, 8

#### Лікувальні заклади[5]
- Клініка нервових захворювань — кінець XIX ст., на пр. Незалежності, 11.

#### Адміністративні будівлі
- Будівля Повітового земства на розі Кінної площі і пров. Михайлівського (вул. Богдана Хмельницького (Харків) і вул. Руставелі) — 1895–1896 рр.
- Будівля Петербурзького міжнародного банку на Миколаївській площі (пл. Конституції), 22 — 1913 р.

#### Житлові будинки та садиби
- Власна садиба[6] на вул. Садово-Куликівській (вул. Дарвіна), 31 — 1901 р.
- Садиба Рижова П. П. на вул. Садово-Куликівській (вул. Дарвіна), 9 — 1912 р. Зараз в ньому розташований Будинок Архітектора.
- Садиба на вул. Алчевських, 31 — 1911–1912, у співавторстві з Ф. Кондрат'євим. Нині — Книжкова палата.
- Садиба на вул. Дмитрівській, 19 — 1908 р.
- Садиба на вул. Студентській, 1 — 1913 р., у співавторстві з П. Толкачовим.
- Житловий будинок на вул. Мироносицькій, 46 — 1916 р.
- Житловий будинок на вул. Пушкінській, 86 — поч. XX ст. Зараз — НДІ лісового господарства.
- Житловий будинок на вул. Пушкінській, 100 — 1911–1913 рр.
- Житловий будинок і лікарня на вул. Римарській, 28 — 1902 р.

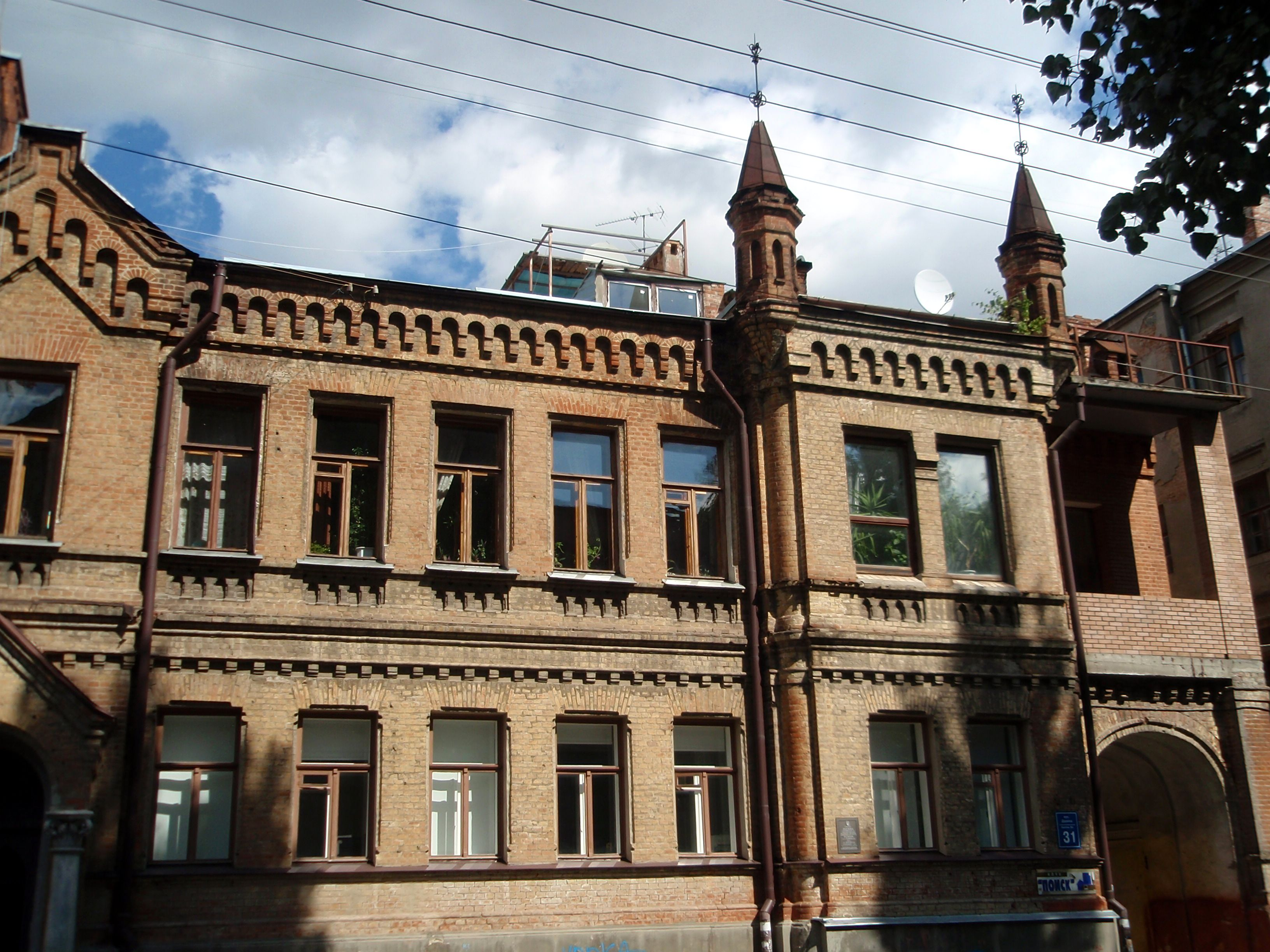
Власний будинок Величко В.В. (вул. Дарвіна, 31)
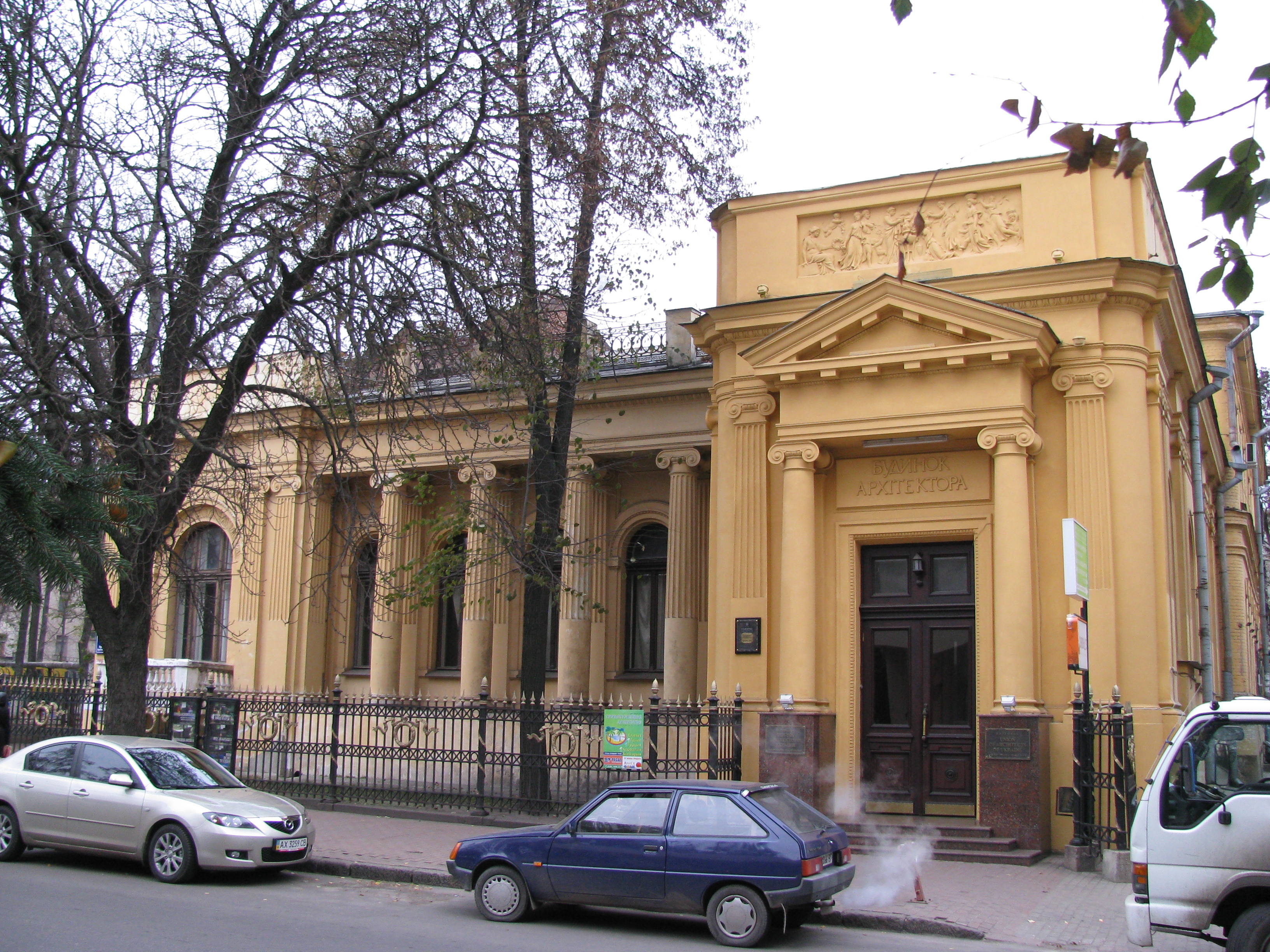
Будинок архітектора (вул. Дарвіна, 9)
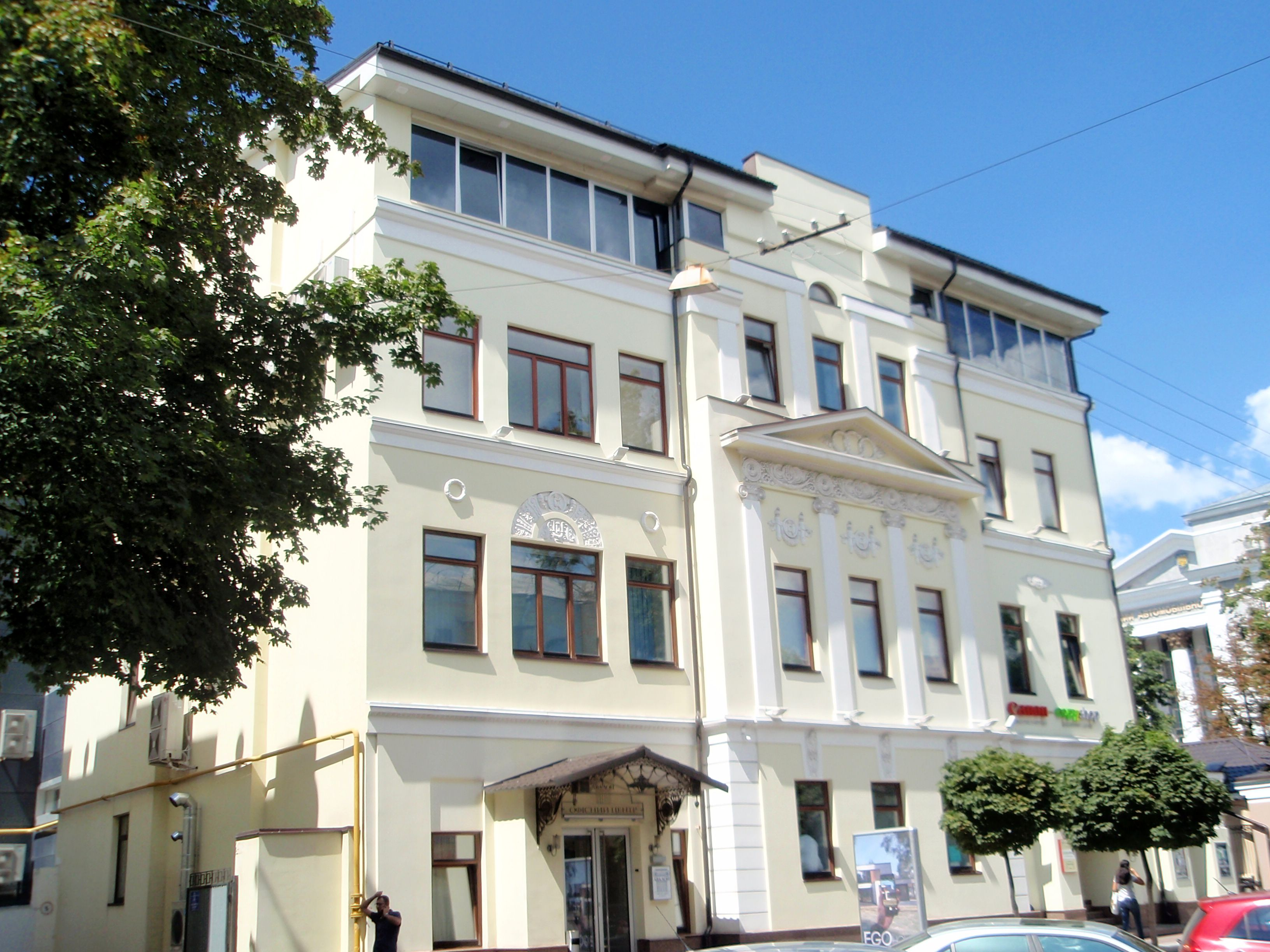
вул. Алчевських, 31
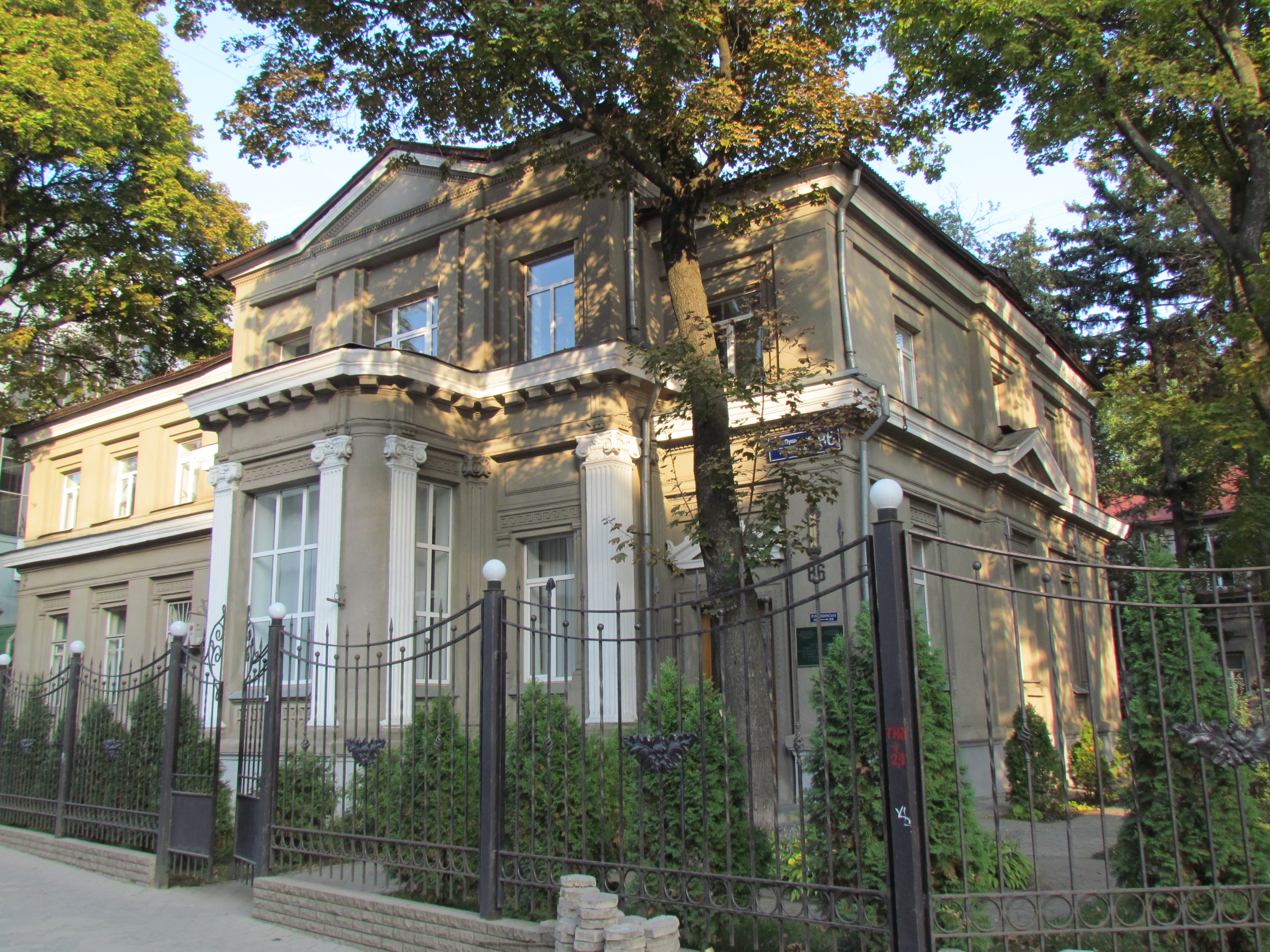
вул. Пушкінська, 86
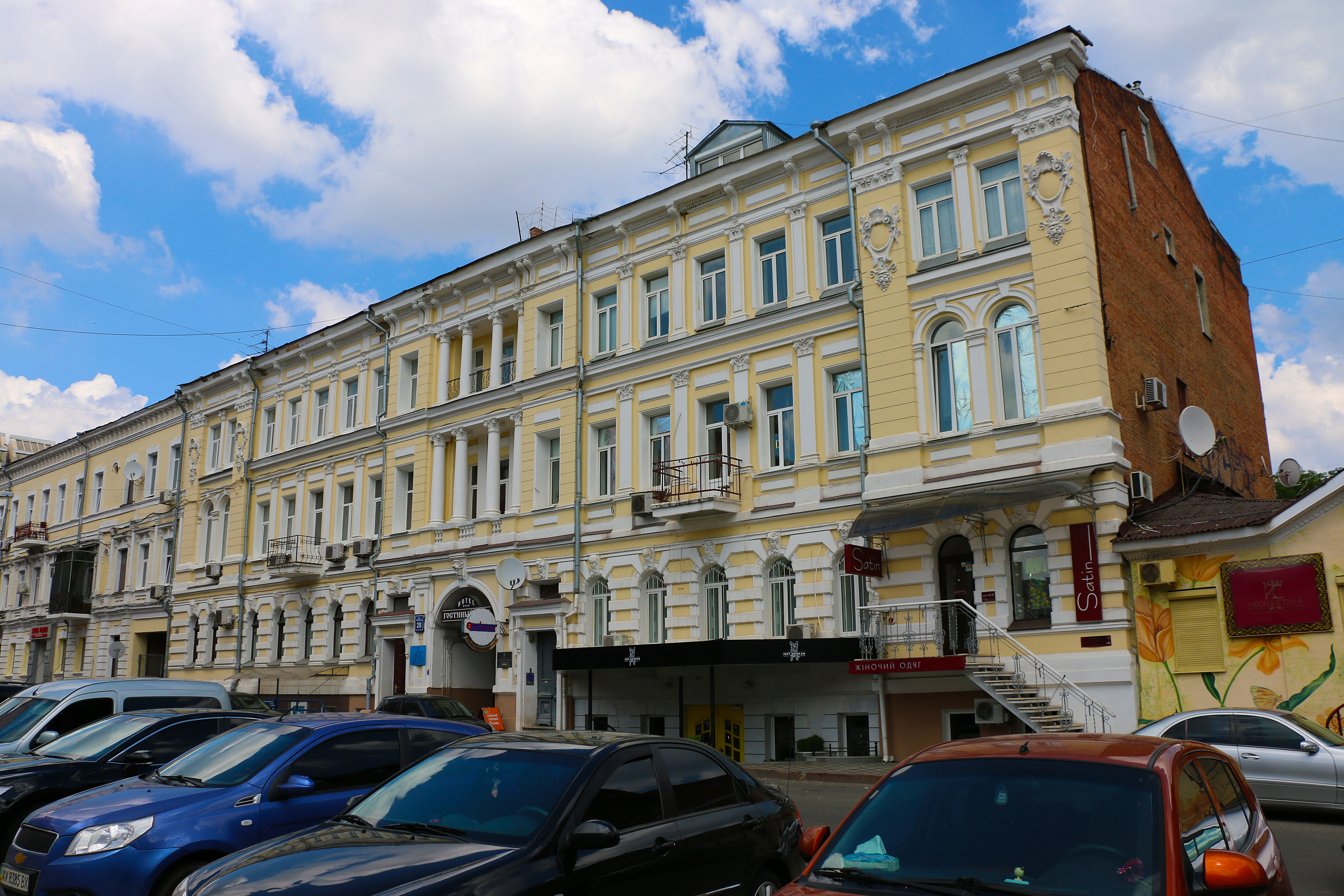
вул. Римарська 28

#### Церкви
- Церква на ст. Слов'янськ Курсько-Харківсько-Азовської з.д. — 1893 р.
- Прибудова домової церкви до школи-інтернату для сліпих дітей — 1912–1913 рр., по вул. Сумській, 55.